# Gouvernorat de Ma'an
Le gouvernorat de Ma'an est un gouvernorat de la Jordanie qui est considéré comme le plus grand gouvernorat en Jordanie au niveau de la superficie. Sa capitale est la ville de Ma'an.

## Démographie
Le nombre d'habitants d'après les résultats des recensements de la population:
| District             | Superficie km² | Population (Recensement 1994) | Population (Recensement 2004) | Population (Recensement 2015) |
| -------------------- | -------------- | ----------------------------- | ----------------------------- | ----------------------------- |
| Al-Betrā' (Pétra)    | 240            | 22,459                        | 23,840                        | 19,828                        |
| Al-Ḥuseīniyah        | 528            | 6,472                         | 8,310                         | 17,323                        |
| Ash-Shūbak           | 383            | 9,881                         | 11,087                        | 19,279                        |
| Qaṣabah Ma'ān        | 31,680         | 40,858                        | 51,016                        | 87,652                        |
| Gouvernorat de Ma'an | 32,832         | 79,670                        | 94,253                        | 144,082                       |

## Les sites historiques et touristiques
Basta: village néolithique du VIIIe millénaire av. J.-C. ; ses ruines ont été mises au jour à la suite de fouilles entreprises en 1987.
Pétra: cité nabatéenne construite vers la fin du VIIIe siècle av. J.-C., par les Édomites, occupée vers le VIe siècle av. J.-C. par les Nabatéens.
La citadelle de Ma'an: construite par les Ottomans en 1566 sous le règne du sultan Sulaiman Al Qanouni pour protéger les pèlerins des brigands. Ce site existe toujours.
Le bassin d'Hammam: bassin des Gassassinas de forme carré de 70 m de longueur et de 7 m de profondeur, construit pour collecter et préserver l'eau de pluie et l'eau provenant des montagnes d'Al Shara à travers des canaux existant jusqu'à nos jours. Ce bassin servait pour l'irrigation.
Le château du roi Abdullah I : un site très important où le prince Abdullah s'était installé à son arrivée à Ma'an en 1920. Il y a pris des décisions qui toucheront l'État jordanien. Ce château a été transformé en musée.
Les jardins de Shamia et les jardins d'Hijazia : ces jardins sont très anciens. Les premiers se trouvent au nord de Ma'an et les deuxièmes au sud. Ces jardins sont séparés les uns des autres par des murs en boue constituant ainsi des passages étroits. Ils sont plantés de palmiers, d'oliviers, de figuiers, de vignes et d'autres arbres.

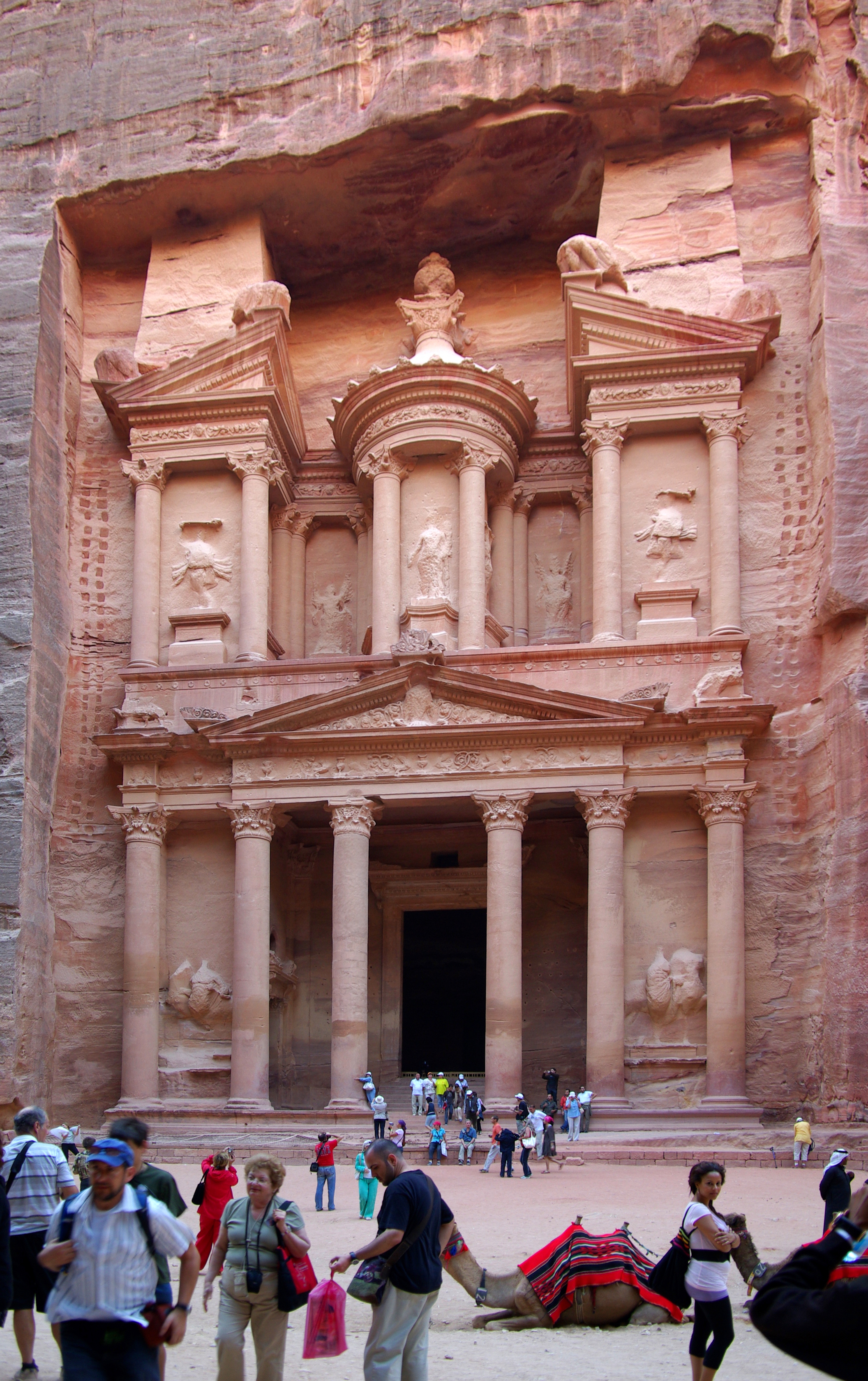
La cité nabatéenne de Pétra
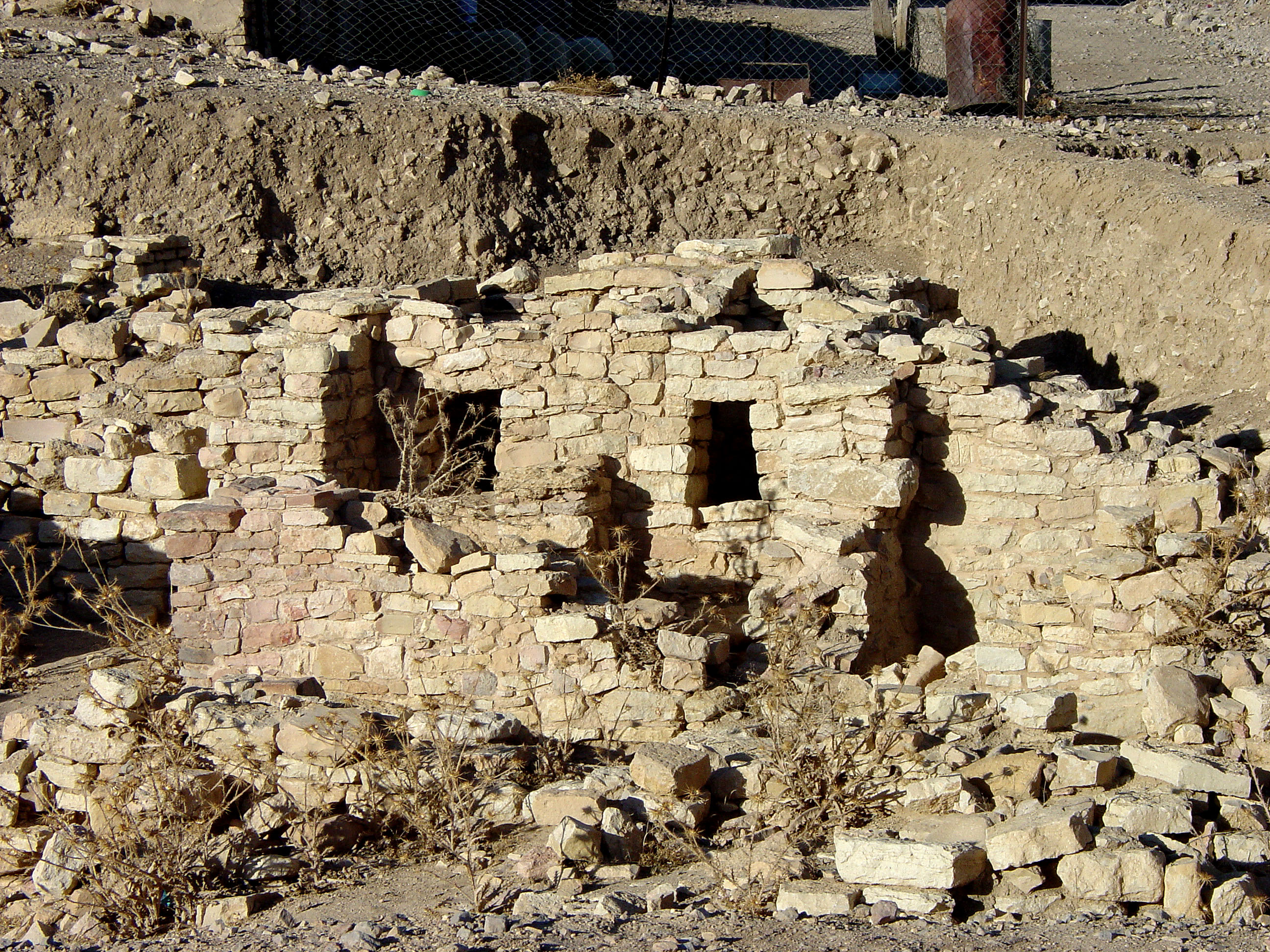
Le village néolithique de Basta

## La ville de Ma'an
Située au sud de la Jordanie à 216 km de la capitale Amman, la ville de Ma'an compte 50 000 habitants. Le climat est plutôt désertique, très chaud en été et très froid en hiver de rares pluies. Tous ses habitants sont musulmans.

### L'origine de son appellation
Ma'an signifie en arabe la maison où l'on s'arrête pour se reposer après un long voyage. On lui a donné cette appellation en raison de sa position géographique qui relie l'Arabie au sud avec la Syrie au nord. Ma'an signifie aussi la ville des eaux pour l'abondance d'anciennes sources d'eau. Une autre interprétation veut que cette appellation vienne de l'État minéen, qui existait au sud de l'Arabie dans les années 1200 av. J.-C., et qui a pris Ma'an comme centre commercial et politique.

### L'histoire de la ville

#### Avantl'islam
Les récits n'ont pas mentionné des informations sur la naissance de la ville de Ma'an mais des preuves indiquent que la ville existait bien avant l'époque de l'État Minéens ; cela veut dire avant 1200 av. J.-C. À cette époque, Ma'an a bien prospéré grâce aux caravanes commerciaux qui passaient à travers la ville.
En 650 av. J.-C., l'État minéen a été détruit par la royauté de Sabah, alors Ma'an commença à perdre de son importance et cela était surtout après l'arrivée des Himyarites et la chute de l'État de Sabah en 115 av. J.-C. Ma'an devint de plus en plus oubliée après que les Himyarites transformèrent l'itinéraire de leurs caravanes vers la mer.
Malgré la perte de Ma'an, elle a été reconstruite durant le règne des Ghassanides par le roi Harita II qui nomma Omre Al Geoudamie comme gouverneur de Ma'an.

#### Aprèsl'islam
S'étant converti l'islam en 627, le gouverneur de Ma'an, Omre Al Geoudamie, a été crucifié par les Ghassanides d'un ordre des Romains, à la suite, Mahomet déclara la guerre contre Ghassanides et les Romains, les deux parties se confronta dans la Batail de Motta. (L'armée des musulmans se reposa trois nuits à Ma'an).
Au temps des Umayyades, on ordonna de la reconstruire ; alors elle développa largement durant cette période. Avec l'empire des Abbassides Ma'an se recula faute de transfert de la route du commerce entre la Syrie au nord et l'Arabie au sud à une nouvelle route qui relie directement Bagdad avec l'Arabie.
À cette période Ma'an a été visitée en 1325 par le voyageur arabe le plus célèbre Ibn Batouta et il la décrivit en disant « Ma'an est ruinée personne n'y habite ».
À l'époque ottomane et après avoir dominé presque toutes les régions arabes, l'Empire ottoman donna une grande importance à Ma'an grâce à sa position géographique dont cette ville jouisse. C'est pour cette raison, le chemin de fer passe de Ma'an pour aller à la Mecque, et encore on voit les puits creusés par les Ottomans, cela montre leur intérêt de l'agriculture.
On dirait que Ma'an était la seule ville dans l'Empire ottoman qui jouissait d'une autorité totale.
En arrivant à Ma'an en 1920, le prince Abdullah ben Al Hussein a nommé Ma'an la première capitale de la principauté de Transjordanie. On a publié le premier journal en Jordanie à Ma'an intitulé par "Al Haq Yalou" signifie La vérité S'élève.